# 서부면
서부면(西部面)은 대한민국 충청남도 홍성군에 속한 9개 면 중의 하나로 군의 서부에 위치해 있다. 홍성군 최대의 어항 및 어장이 있다.

## 개요
서부면은 깨끗하고 넓은 어장과 A지구방조제, 임해관광도로, 홍보지구방조제와 연결된 남당항과 궁리포구 등 아름다운 항구를 갖고 있는 지역이며 국내 최대의 철새 도래지 중 하나로서 가을부터 봄까지 각광을 받는 관광지이다. 또한 대하(왕새우), 새조개, 꽃게 등 사계절 해산물이 풍부하며 9월에는 대하(왕새우)축제, 1월에는 새조개축제가 개최되어 먹거리, 볼거리, 즐길거리가 가득한 고장이다.

## 역사
- 조선시대 충청도 결성군 상서면(上西面), 하서면(下西面)
- 1895년 음력 윤5월 1일 홍주부 결성군[2]
- 1896년 8월 4일 충청남도 결성군[3]
- 1914년 4월 1일 결성군 상서면, 하서면을 합하여 충청남도 홍성군 서부면으로 개편하였다.[4] (10리)

| 조선총독부령 제111호 |                                                    |
| 구 행정구역          | 신 행정구역                                        |
| 결성군 상서면        | 홍성군 서부면 거차리, 이호리, 상황리, 궁리, 광리   |
| 결성군 하서면        | 홍성군 서부면 판교리, 신리, 양곡리, 남당리, 어사리 |
- 1983년 2월 15일 결성면 중리를 서부면으로 편입하였다.[5] (11법정리)
- 1989년 1월 1일 서산군 안면읍 죽도리를 서부면으로 편입하였다.[6] (12법정리)

## 법정리
- 이호리
- 광리
- 궁리
- 상황리
- 거차리
- 어사리
- 남당리
- 신리
- 양곡리
- 판교리
- 중리
- 죽도리

## 공공기관
- 홍성군 서부면사무소
- 홍성군보건소 서부보건지소
- 홍성군보건소 남당보건진료소
- 홍성군보건소 판교보건진료소
- 홍성경찰서 서부·결성파출소
- 홍성소방서 서부119지역대·구급대
- 서부면전담의용소방대
- 홍성서부우체국
- 보령해양경비안전서 홍성해양경비안전센터
- 보령해양경비안전서 홍성해양경비안전센터 궁리출장소
- 보령해양경비안전서 홍성해양경비안전센터 수룡동출장소
- 남당항선박출입항신고소
- 수룡항선박출입항신고소
- 한국농어촌공사홍보사무소 홍성유지관리사무소

## 교육
- 서부초등학교 (이호리)
  - 상황분교 (폐교) - 서부면 서부서길 633-60 (상황리)
- 신당초등학교 (남당리)
  - 천수분교 (폐교) - 서부면 홍남서로 266 (신리)
- 서부중학교 (이호리)